# Alterfin
Alterfin is een coöperatief beleggingsfonds dat wereldwijd inzet op verbetering van overlevingskansen en levensomstandigheden van sociaal en economisch achtergestelde mensen en gemeenschappen. Het verstrekt financiële middelen (meest kredieten) aan microfinancieringsinstellingen en landbouwcoöperaties in hoofdzakelijk rurale gebieden van landen met een lage en gemiddelde welvaart. Fondsen worden ingezameld bij particulieren en instellingen om te investeren in ethische en duurzame projecten in samenwerking met organisaties die dezelfde waarden delen.
Alterfin is een van de vier zogenaamde Belgische ontwikkelingsfondsen, naast Incofin, BRS Microfinance en Oikocredit België. Op 31 december 2020 bedroeg het kapitaal van Alterfin 65,8 miljoen euro, bijeengebracht door 6.144 vennoten, waarvan de particuliere vennoten samen 88% van het totaal aandelenkapitaal bezaten. Aandelen voor particulieren kosten 62,5 euro en geven recht op een belastingvermindering en een dividend van maximum 6% jaarlijks. Alterfin geeft aandelen van 250 euro uit voor rechtspersonen, waaronder  organisaties als Oxfam-Solidariteit en Oxfam-Wereldwinkels, Rikolto, Financité, FairFin.

## Geschiedenis
In 1994 ontstond het fonds uit een samenwerkingsverband tussen niet-gouvernementele organisaties (NGO's) met enkele banken. Oprichter Hugo Couderé had ervaring in ontwikkelingssamenwerking in Afrika en behaalde in België zijn doctoraat aan de Universiteit van Antwerpen. Hij werd adviseur in de projectencommissie van 11.11.11, die enigszins vergelijkbaar was met het latere kredietcomité van Alterfin: men besliste er over de manier waarop de giften over de projecten in het Zuiden verdeeld moesten worden. Deze commissie kreeg ook aanvragen voor het ondersteunen van economische projecten. De verantwoordelijken van 11.11.11. beseften dat “economische projecten met giften steunen” niet de beste manier is om mensen uit de armoede te halen. Die vaststelling leidde ertoe dat hij de opdracht kreeg om alternatieven te onderzoeken om economische projecten in het Zuiden te ondersteunen.
Een jaar later presenteerde Couderé de resultaten van zijn studiewerk: een coöperatie die economische projecten in het Zuiden leningen verstrekte, zou op lange termijn het best leefbare en ook het meest democratische model zijn. De coöperatie moest bovendien een unieke samenwerking tussen ontwikkelingsorganisaties en de financiële wereld mogelijk maken. In die periode leerde Couderé Jan De Grande kennen, financieel directeur van een internationale onderneming en vrijwilliger bij 11.11.11. Vanuit zijn functie had hij belangstelling voor nieuwe financieringsmodellen voor ontwikkelingslanden en werd hij betrokken bij de beslissing om de "nieuwe coöperatie" op te starten. Jan zou in de aanvangsfase de vertegenwoordiger worden van de 11.11.11 vrijwilligers in de raad van bestuur van Alterfin.
De eerste Raad van Bestuur in 1994 telde zes leden, vertegenwoordigers van de oprichtende NGO’s en banken. Het startkapitaal van Alterfin bedroeg 24.000.000 BEF (600.000 euro) en was door twaalf verenigingen bijeengebracht. Die organisaties zagen Alterfin als een alternatieve financieringsmanier voor hun projecten. Alterfin ging met twee medewerkers van start: Hugo Couderé werd directeur met één commercieel medewerker. Ze hadden een kantoortje in de lokalen van 11.11.11 in Brussel.
Alterfin kon starten met de eerste leningen aan partners in het Zuiden. In 1995 verstrekte de coöperatie haar eerste lening aan de Chileense wijncoöperatie "Los Perales". Nog in 1995 volgden partners uit Peru en Ecuador, coöperaties van producenten die actief waren in de eerlijke handel en leverden aan de wereldwinkels. De financiering van microfinancieringsinstellingen en de werking in andere continenten werden kort daarna opgestart. Al heel snel kwamen de coöperatie en de oprichters tot de vaststelling dat er niet genoeg middelen waren om alle projecten te financieren. Het maatschappelijke kapitaal moest verhoogd worden, de coöperatieve aandelen werden vanaf 1995 ook aan particulieren aangeboden, een belangrijke stap in de ontwikkeling van de coöperatie. 
Om kapitaal aan te trekken rekende Alterfin de eerste jaren op de steun van Triodos Bank, die een bankgarantie verleende voor de kredieten. Voor haar "Noord-Zuid spaarrekening" kreeg Alterfin een commissie en de Alterfin-investeerders een aantrekkelijkere rentevoet op deze spaarrekening. De eerste jaren boekte Alterfin verlies omdat de startkosten gedekt moesten worden, maar vanaf 1997 dekten de inkomsten van Alterfin de exploitatiekosten. In 1998 boekte Alterfin haar eerste winst en in 2001 werd een eerste dividend van 1,5% aan alle vennoten uitgekeerd.
In 2000 heeft de coöperatie met verschillende partners de vzw Alterfin Garantiefonds opgericht. Dat fonds heeft tot taak om partners in ontwikkelingslanden die niet over voldoende waarborgen beschikken of die financieringen in de lokale munt nodig hebben, te ondersteunen. Dat kan door garantie te verlenen of door dekking tegen wisselkoersrisico's aan te bieden, altijd om deze partners toegang te blijven bieden tot financiering zodat ze hun activiteiten kunnen ontwikkelen. Het Garantiefonds betrekt haar middelen uitsluitend uit giften.
Sinds 2005 kan Alterfin zijn ervaring ter beschikking stellen van beleggingsfondsen die willen investeren in microfinanciering en boerenorganisaties in ontwikkelingslanden. Sinds 2015 werkt het fonds intens samen met het Belgische sociaal investeringsfonds Kampani, dat voor langere termijn wil participeren in kleine en middelgrote familiebedrijven. Het uit Zwitserland afkomstige investeringsfonds voor duurzame landbouw Quadia heeft een akkoord sinds 2015. Het Amerikaanse ImpactAssets werkt sinds voorjaar 2016 met Alterfin samen voor kortlopende oogstfinancieringen en investeringsleningen op langere termijn. In 2011 richtte Alterfin met Italiaanse fondsen het fonds Fefisol op dat volledig gericht is op Afrika, waar participaties, leningen in lokale munt en technische bijstand kunnen worden toegekend.
In 2016 werd Alterfin geconfronteerd met 13 wanbetalingen waardoor er een waardevermindering van 2,3 miljoen euro moest worden afgeboekt. Dat resulteerde in een verlies van 882 000 euro. De wanbetalingen deden zich overwegend voor bij koffieproducenten in Zuid-Amerika, die verstrekt werden tussen 2011 en 2014. Tijdens die periode was het risicobeheer volgens de Vlaamse consumentenorganisatie Test-Aankoop ondermaats. Sindsdien is het beheer sterk verbeterd. De grootste wanbetaler was een Paraguayaanse sesamproducent die in 2015 stopte met terugbetalen. Nadat een minnelijke schikking werd afgewezen, heeft Alterfin besloten om een rechtszaak aan te spannen, uit voorzichtigheid werd geopteerd om de lening af te boeken, waarna Alterfin in 2017 geen dividend uitkeerde.
In 2020 beschikt het Garantiefonds over 1,72 miljoen euro, 1,30 miljoen euro daarvan wordt gebruikt als garantie voor betalingsrisico’s. Partners die doorgaans geen toegang hebben tot dekking van wisselkoersveranderingen, worden op deze manier beschermd tegen afwaardering van hun geld. Daarnaast kan het Garantiefonds ook ingezet worden voor de financiering van technische bijstand. De impact van COVID-19 op de activiteiten van partners in het Zuiden zijn nog niet overal even duidelijk. Alterfin anticipeert een bijkomende nood tot steun voor haar zwakste partners die door de crisis getroffen zullen worden. Het Garantiefonds zal daarbij een essentiële rol spelen. Voor de financiering van dit type projecten zullen waarschijnlijk extra fondsen nodig zijn.
In de loop der jaren veranderde de samenstelling van de Raad van Bestuur, in 1998 trad de Franstalige organisatie SOS Faim toe en nam ze plaats naast Vredeseilanden en de Triodos Bank. Die eerste is in 2020 nog altijd in de Raad van Bestuur vertegenwoordigd, de Triodos Bank verliet de Raad van Bestuur toen deze bank een eigen microfinancieringsfonds opzette.
Alterfin telde bovendien steeds meer particuliere vennoten die in de beheerraad vertegenwoordigd moesten worden. In 2020 telt de raad acht leden, onder wie twee onafhankelijken en drie vertegenwoordigers van de particuliere vennoten.